# Ružindol
Ružindol és un poble i municipi d'Eslovàquia que es troba a la regió de Trnava, a l'oest del país.

## Història
La primera menció escrita de la vila es remunta al 1352.

## Demografia
| Godina             | 1994 | 2004   | 2014    | 2024   |
| ------------------ | ---- | ------ | ------- | ------ |
| Nombre de persones | 1206 | 1292   | 1603    | 1726   |
| Diferència         |      | +7,13% | +24,07% | +7,67% |

| Godina             | 2023 | 2024   |
| ------------------ | ---- | ------ |
| Nombre de persones | 1746 | 1726   |
| Diferència         |      | −1,14% |